# Pothyne silacea
Pothyne silacea är en skalbaggsart som beskrevs av Francis Polkinghorne Pascoe 1871. Pothyne silacea ingår i släktet Pothyne och familjen långhorningar. Inga underarter finns listade i Catalogue of Life.